# 黄海道
黄海道（ファンヘド、こうかいどう）は、李氏朝鮮の行政区分朝鮮八道の一つ。由来は主要都市である黄州と海州から頭文字を取って命名された。黄海に面していた故の名称ではない。高麗時代の五道両界では「西海道」と呼ばれていた。
現在の北朝鮮の行政区分、黄海北道・黄海南道に相当する。なお、朝鮮八道の他の道と違い、北朝鮮政府成立後に南北に分割されたため、韓国では分割を認めておらず、以北五道にも「黄海道」として1つに数えられている。なお、かつて黄海道に属していた一部の離島（白翎島、延坪島など）は現在韓国政府が実効支配しており、仁川広域市に属している。

## 「経国大典」による道内地方区分

### 牧（長官：牧使）
- 黄州牧、海州牧

### 都護府（長官：都護府使）
- 延安都護府、平山都護府、瑞興都護府、豊川都護府

### 郡（長官：郡守）
- 谷山郡、鳳山郡、安岳郡、載寧郡、遂安郡、白川郡、信川郡

### 県（長官：県令）
- 新渓県、甕津県、文化県、牛峰県

### 県（長官：県監）
- 長連県、松禾県、長淵県、康翎県、殷栗県、江陰県、兎山県

## 出身有名人
- 安重根（独立運動家）
- 金綺秀（政治家）
- 金九（独立運動家）
- 李承晩（政治家、大韓民国初代大統領）
- 周時経（学者）